# 阿雷佐宫

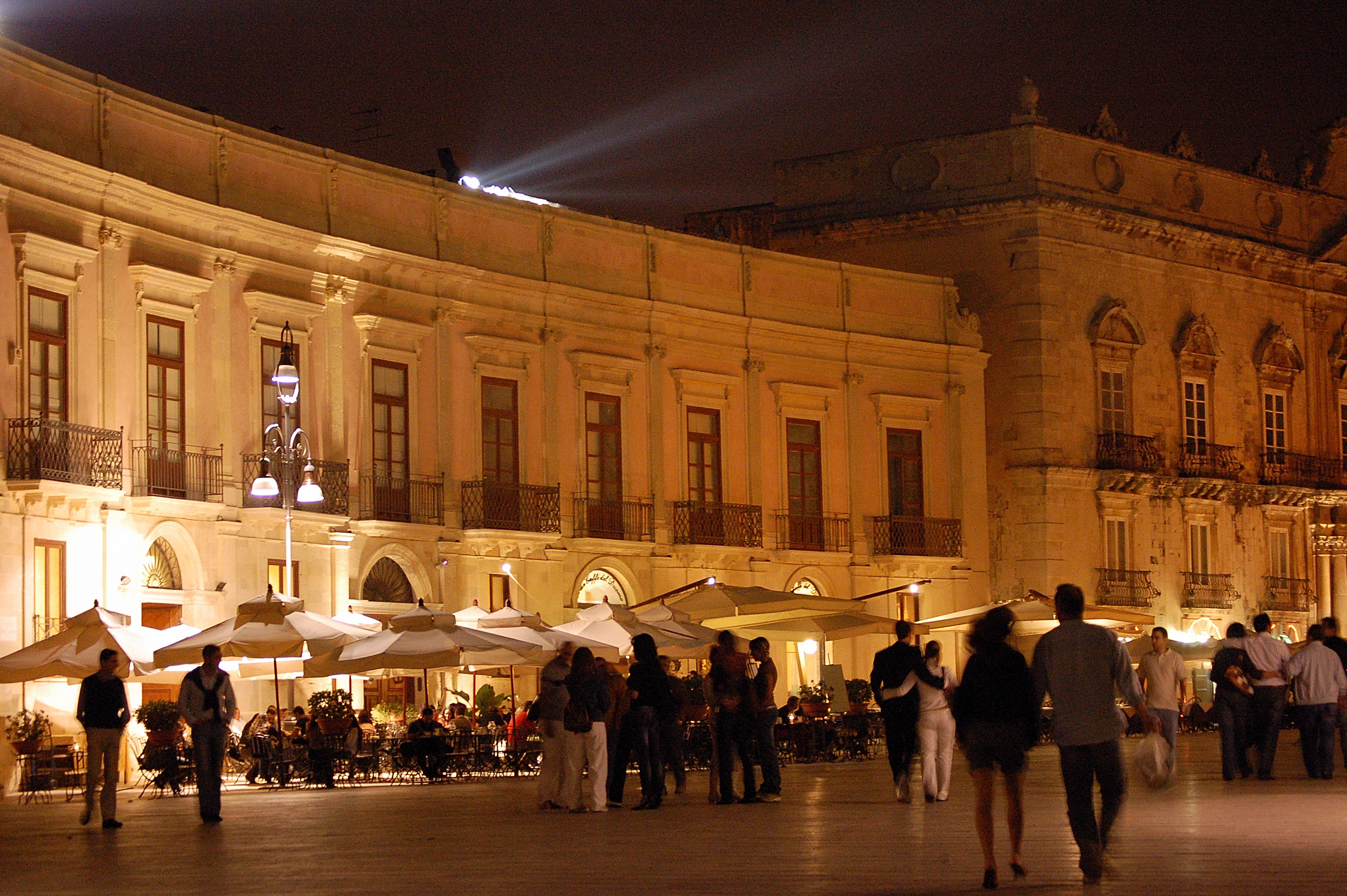

阿雷佐宫（Palazzo Arezzo della Targia）是一座贵族宫殿，位于意大利西西里锡拉库萨奥提伽岛主教座堂广场，毗邻贝内文塔诺宫。

## 历史
该建筑由贵族阿雷佐男爵家族修建于1700年，建筑师卢西亚诺·阿里。该家族的产业除在塔尔贾区外，其他分散在从奥古斯塔到卡西比尔（Cassibile）。

## 建筑
宫殿呈曲线形状，因为它遵循主教座堂广场的椭圆形。它有四个大的入口，每个入口由不太精致的窗户隔开。楼上有九个铁艺阳台。